# Мехтиев, Таджеддин Ибрагим оглы
Таджеддин Ибрагим оглы Мехтиев (азерб. Tacəddin İbrahim oğlu Mehdiyev) — министр обороны Азербайджана в течение почти трёх месяцев (с конца 1991 по начало 1992 года). Председатель Комитета по защите прав офицеров в Азербайджане.

## Министр обороны Азербайджана
Таджеддин Мехтиев был назначен министром обороны Азербайджана в декабре 1991 года, во время эскалации Карабахского конфликта, сменив на этой должности генерал-лейтенанта Валеха Баршатлы. В интервью британскому журналисту Томасу де Ваалу Мехтиев сетовал, что на момент его назначения в азербайджанской армии не было ни одной единицы военной техники, никакого коммуникационного оборудования, не было ни казарм, ни тренировочных площадок, ни оружия, ни снаряжения. Также по его данным, все разговоры в тот период прослушивались ГРУ, так как все правительственные линии проходили через советское ГРУ, а других линий тогда попросту не существовало.
Находясь на должности министра обороны, Мехтиев лично руководил операцией в Дашалты, завершившейся неудачей, когда множество азербайджанских солдат попало в засаду и были убиты. Кроме того, в течение двух с лишним месяцев его пребывания на этом посту несколько деревень, имевших стратегическое значение: Киркиджан, Малыбейли, Ашагы Кушчулар, Юхары Кушчулар и Карадаглы, перешли под контроль армянских войск. 17 февраля 1992 года после захвата армянами села Карадаглы Ходжавендского района, в результате чего погибло более 70 мирных азербайджанцев, и незадолго до Ходжалинской резни Мехтиев был снят с поста министра обороны. Его на этом посту ненадолго сменил начальник Генштаба Шахин Мусаев, а затем Министерство обороны возглавил Тахир Алиев.

## Последующая деятельность
В 2005 году Мехтиев баллотировался в Национальное собрание Азербайджана по избирательному округу № 99 Шамкирского района, но не был избран. Он был сторонником масштабных реформ в отношении кадровых офицеров, в период когда возглавлял Комитет по защите прав офицеров. Мехтиев лоббировал повышение зарплат, льготы в медицинском страховании, предоставление рабочих мест членам офицерских семей в связи с их переездом и социальную защиту офицеров. Он также был одним из сторонников создания Министерства оборонной промышленности Азербайджана и организации военного производства в самом Азербайджане. Впоследствии Мехтиев служил в Министерстве обороны, но в 2009 году был уволен вместе с другими 30 высокопоставленными офицерами в связи с проводимыми в министерстве реформами.